# Addicted to Music
Addicted to Music – album niemieckiego DJ-a ATB wydany 28 kwietnia 2003.

## Lista utworów
1. In Love With The DJ 6:46
2. I Don’t Wanna Stop 3:35
3. Everything Is Wrong 5:05
4. Long Way Home 5:18
5. We Belong 4:26
6. Gentle Melody 5:21
7. I Will Not Forget 4:58
8. Break My Heart 4:26
9. Sunset Girl 6:52
10. Do You Love Me 6:36
11. Peace=Illusion 4:33
12. Trilogy 3:35
13. Cabana moon / Ruby 10:50

## Single
1. In Love With DJ (2003)
2. I Don’t Wanna Stop (2003)
3. Long Way Home (2003)

## Wideografia
1. I Don’t Wanna Stop (2003)
2. Long Way Home (2003)